# Rebecca Lonedo
Rebecca Lonedo (* 5. Dezember 1996 in Arzignano) ist eine italienische Leichtathletin, die sich auf den Langstreckenlauf spezialisiert hat.

## Sportliche Laufbahn
Erste internationale Erfahrungen sammelte Rebecca Lonedo im Jahr 2018, als sie bei den U23-Mittelmeer-Meisterschaften in Jesolo in 35:59,91 min die Silbermedaille im 10.000-Meter-Lauf hinter ihrer Landsfrau Nicole Reina gewann. Im Dezember wurde sie dann bei den Crosslauf-Europameisterschaften in Tilburg in 21:24 min 19. im U23-Rennen. Bei den Crosslauf-Europameisterschaften 2019 in Lissabon gelangte sie nach 29:36 min auf den 33. Platz im Einzelbewerb und bei den Crosslauf-Europameisterschaften 2021 in Dublin landete sie nach 28:40 min auf dem 17. Platz. Im Jahr darauf belegte sie bei den Mittelmeerspielen in Oran in 1:15:49 h den siebten Platz im Halbmarathon und bei den Crosslauf-Europameisterschaften 2023 in Brüssel wurde sie nach 37:05 min 33. im Einzelbewerb. Bei den erstmals ausgetragenen Straßenlauf-Europameisterschaften 2025 in Löwen erreichte sie nach 1:12:43 h Rang sieben und gewann in der Teamwertung die Silbermedaille hinter dem belgischen Team.

## Persönliche Bestleistungen
- 5000 Meter: 15:38,69 min, 24. Juni 2023 in Carquefou
- 10.000 Meter: 33:15,86 min, 28. Mai 2022 in Pacé
- 10-km-Straßenlauf: 32:28 min, 10. September 2023 in Pescara
- Halbmarathon: 1:10:13 h, 28. Januar 2024 in Sevilla